# Сенкоцин-Старий
Сенкоцин-Старий (пол. Sękocin Stary) — село в Польщі, у гміні Рашин Прушковського повіту Мазовецького воєводства.
Населення — 589 осіб (2011).
У 1975-1998 роках село належало до Варшавського воєводства.

## Демографія
Демографічна структура станом на 31 березня 2011 року:
|          | Загалом | Допрацездатний вік | Працездатний вік | Постпрацездатний вік |
| -------- | ------- | ------------------ | ---------------- | -------------------- |
| Чоловіки | 283     | 67                 | 187              | 29                   |
| Жінки    | 306     | 64                 | 183              | 59                   |
| Разом    | 589     | 131                | 370              | 88                   |